# Queen
Vous lisez un « article de qualité » labellisé en 2007.
Pour les articles homonymes, voir Queen (homonymie).
Queen [kwiːn]  est un groupe de rock britannique, originaire de Londres, en Angleterre. Il est formé en 1970 par Freddie Mercury, Brian May et Roger Taylor, ces deux derniers étant issus du groupe Smile. L’année suivante, le bassiste John Deacon vient compléter la formation. Les quatre membres de Queen sont tous des auteurs-compositeurs, chacun apportant une touche unique à l'identité musicale du groupe.
Grâce à son succès et à son influence, Queen est considéré comme étant l'un des plus grands groupes de rock britannique de l'histoire. La formation a vendu plus de 300 millions d'albums à l'échelle internationale en 2009, dont 32,5 millions aux États-Unis.
Queen est aussi l'un des pionniers du clip vidéo, ayant exploité ce mode de communication dès 1975. En 1991, le groupe fait face à la mort prématurée de Freddie Mercury (atteint du sida), chanteur et icône de la formation. Malgré cela, Queen continue d'exister via différents projets et collaborations et a conservé une popularité ainsi que de très nombreux admirateurs inconditionnels dans le monde entier. 

## Historique

### Origines (1968-1971)
Vers la fin des années 1960, le guitariste Brian May et le batteur Roger Taylor sont membres d’un groupe semi-professionnel dans la région de Londres, nommé Smile, avec Tim Staffell en qualité de bassiste et chanteur. Freddie Mercury, qui, à cette époque, porte toujours son vrai nom, Farrokh « Freddie » Bulsara, est l’ami et camarade de chambre de Tim Staffell au Ealing Art College et suit de près la carrière du groupe. En tant que meneur et chanteur d’autres groupes universitaires, tels qu’Ibex en 1969 et Sour Milk Sea en 1970, Mercury a très envie de partager ses aspirations musicales et artistiques afin que Smile puisse aller plus loin. Finalement, Tim Staffell quitte Smile pour un autre groupe, Humpy Bong, et Mercury doit pousser Brian May et Roger Taylor à continuer l’aventure. Au passage, il finit par imposer leur nouveau nom, Queen, qui remplit plusieurs critères chers à Freddie Mercury : court et donc facile à retenir, assez pompeux et irrévérencieux à la fois — queen signifiant « reine », mais également « homosexuel » en argot britannique. Le groupe procède à des essais avec plusieurs bassistes au cours de cette période, sans grand succès. Parmi les bassistes méconnus ayant auditionné et joué avec le groupe, on peut noter Mike Grose (jusqu'en août 1970), Barry Mitchell (jusqu'en janvier 1971) ou encore Doug Bogie. Finalement, c'est John Deacon qui rejoint le groupe en 1971 après une audition. Il est recruté pour ses qualités de musicien, mais aussi pour sa personnalité dont les autres membres de Queen pensent qu'elle s'intégrera bien dans le groupe.

### Aube d’un son unique (1971-1974)
Il leur faut attendre février 1971 pour que la formation, maintenant complète, commence à répéter pour l’enregistrement de leur premier album. Queen est profondément influencé par de nombreuses références issues du rock progressif, principalement, des compositions de durées assez longues, une orchestration complexe, et des paroles basées sur un monde onirique ou fantastique. Cette tendance est tout particulièrement notable dans leurs deux premiers albums.
En 1973 sort chez EMI leur premier album, Queen, qui reçoit une excellente critique de la part de Gordon Fletcher du magazine Rolling Stone. Il en dit : « Leur premier album est superbe », bien qu’il ait été, comme l’a fait remarquer May, enregistré avec peu de moyens, dans des conditions difficiles, et qu'il ait demandé deux ans de travail. Pour le Chicago Herald, il s’agit d’« un début au-dessus de la moyenne ». Malgré tout, l’album n’arrive pas à capter l’attention du public, puisque le single Keep Yourself Alive, composé par Brian May, se vend peu. Ce premier opus est fortement teinté de heavy metal et de rock progressif.
Dès ce premier album, une des caractéristiques de Queen fait son apparition : le chant principal de certains morceaux est assuré non par Mercury mais par le guitariste Brian May ou le batteur Roger Taylor. Sur Queen, c'est ce dernier qui chante le titre Modern Times Rock 'n' Roll, comme il chantera The Loser in the End sur l'album suivant en 1974.
En 1974 sort l’album Queen II. On y trouve quelques-unes des rares compositions du groupe faisant la part belle à la guitare acoustique. C’est à partir de ce moment que Queen commence à se constituer un public et à réussir commercialement parlant. Dans cet opus, leur style est plus abouti, ils se lancent dans une musique rock mélangeant solos psychédéliques, envolées baroques et effets flamboyants, jouant avec les chœurs et multipliant les changements de rythmes. Alors qu’ils partent en tournée aux États-Unis avec Mott the Hoople dont ils assurent la première partie, ils commencent à se faire remarquer pour leurs prestations scéniques engageantes et de bonne facture. L’album finit cinquième dans le classement des meilleures ventes au Royaume-Uni, le single sélectionné, Seven Seas of Rhye, se hissant quant à lui à la dixième place de sa catégorie et offrant ainsi au groupe son premier réel succès. Cependant, malgré la tournée, les ventes aux États-Unis ne décollent toujours pas. La couverture de l’album Queen II de 1974, montrant, sur un fond noir, les quatre membres du groupe dans une pose d'inspiration quelque peu gothique, sert de base visuelle, l'année suivante, deux albums plus tard, pour le clip vidéo du futur hit mondial Bohemian Rhapsody.

### Début d’une réelle percée (1974-1976)

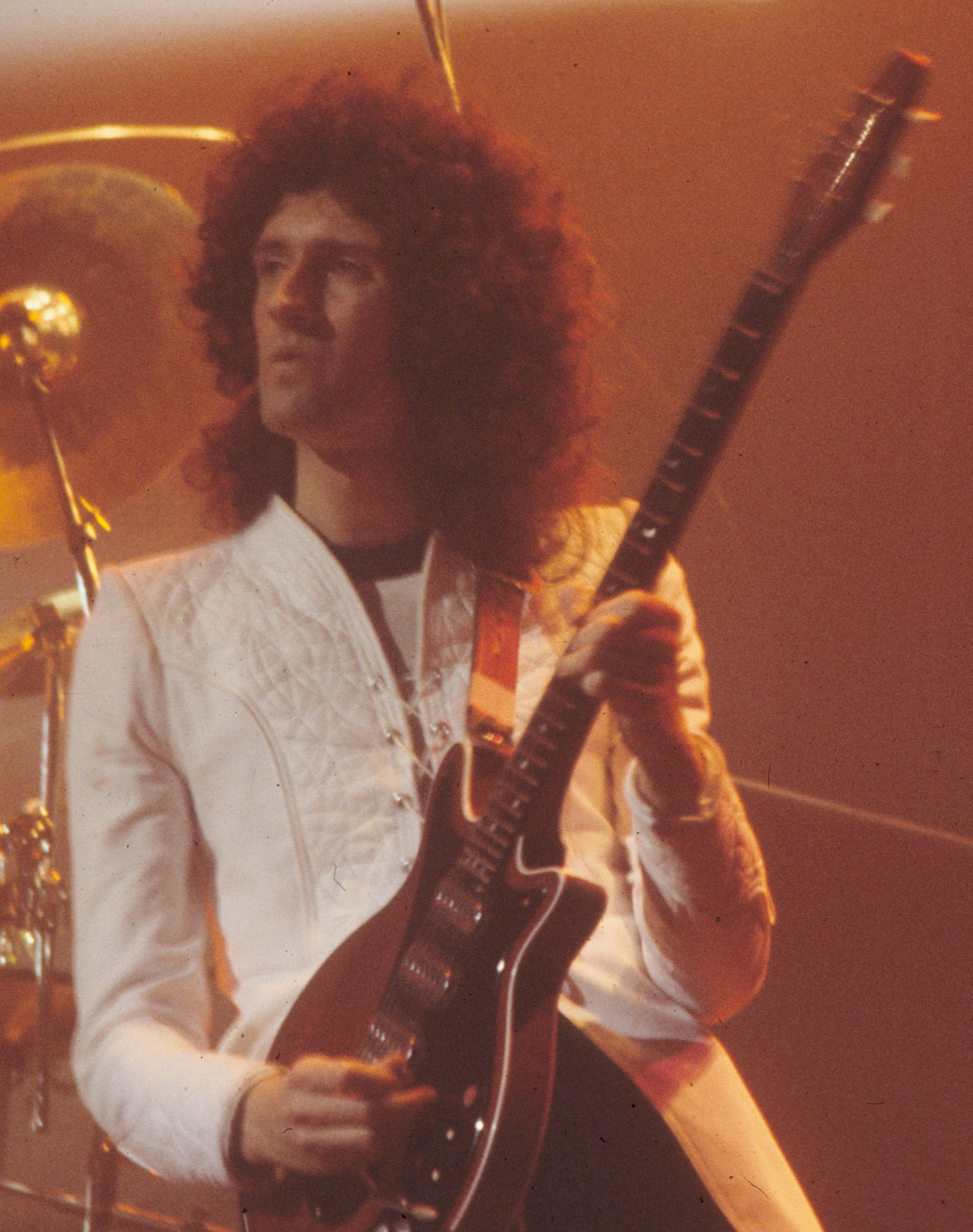
Brian May en novembre 1977 avec sa célèbre guitare, la Red Special.

Plus tard, la même année, le groupe enregistre et sort l’album Sheer Heart Attack. L’album se vend aussi bien au Royaume-Uni qu’en Europe en général et finit disque d’or aux États-Unis, donnant au groupe un avant-goût des succès à venir. On y retrouve un mélange de styles assez étonnant, allant du music hall britannique au heavy metal en passant par des ballades, du ragtime et même un peu de musique des Caraïbes. C’est à partir de cette période que Queen se dissocie du mouvement rock progressif des débuts, pour se rapprocher d’un style de musique plus aisément diffusable à la radio. Le titre Killer Queen grimpe au second rang du classement britannique, et entre finalement dans les classements américains, à la 12e place. Il s’agit d’une composition teintée de vaudeville façon music hall, servie par le jeu de guitare de Brian May. Le second single, Now I’m Here, de facture hard rock plus classique, finit à la 11e place en Grande-Bretagne.
Pour la tournée de promotion 1974 de Sheer Heart Attack, Queen rejoue au fameux Rainbow Theatre de Londres, salle que le groupe a eu l'occasion de découvrir plus tôt (en mars) la même année. Lorsque le film-concert de Led Zeppelin, The Song Remains the Same, sort dans les salles en 1975, des extraits de ce concert de Queen sont diffusés en début de projection.
Au cours de l’année 1975, Queen enregistre et sort A Night at the Opera, titre venant d'un des films des Marx Brothers. À l’époque, c’est l’album le plus cher jamais produit. Il comprend l’immense succès international Bohemian Rhapsody, composé par Freddie Mercury et qui demande à lui seul trois semaines de travail en studio. Ce titre est numéro 1 pendant neuf semaines consécutives à sa sortie, puis encore cinq semaines d’affilée à la mort de Mercury, en 1991. En 1992, le succès auprès du jeune public du film Wayne’s World donne un second souffle à cette chanson. Finalement, ce titre devient le troisième single britannique le plus vendu de tous les temps. La maison de production du groupe (il s’agit alors de Trident, label du groupe EMI) souhaitait à l’origine raccourcir le morceau pour faciliter sa diffusion radio. You’re My Best Friend, second single, une des rares compositions de John Deacon, s’offre lui aussi un succès mondial. Sur la chanson The Prophet’s Song, long de huit minutes, le groupe joue sur les « mouvements » de son en stéréophonie et une simple phrase vocale répétée grâce à l'effet Delay sur de multiples pistes donne une impression de chant choral à l’ensemble. Énorme succès dans leur pays d’origine, l’album offre à Queen un triple disque de platine aux États-Unis.

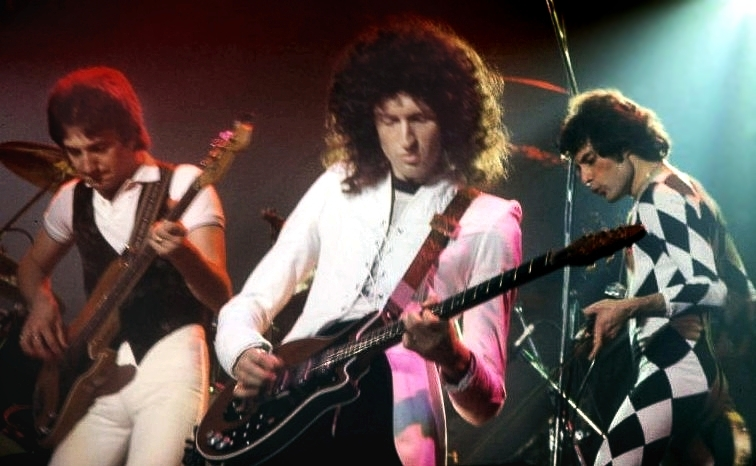
John Deacon, Brian May et Freddie Mercury en concert en 1977.

À la même époque, leur manager, Jim Beach, négocie la rupture du contrat liant Queen au label Trident et quitte la direction commerciale du groupe. Parmi les options proposées à Queen, on peut noter la proposition faite par Peter Grant, manager de Led Zeppelin. Cependant, ce dernier souhaite les faire signer sur la propre maison de disques de ce groupe, ce que Queen ne peut accepter. Ainsi, ils finissent par contacter John Reid, qui s’occupe entre autres d’Elton John.
En 1976, le groupe retourne en studio pour enregistrer ce qui sera souvent perçu comme le pendant du précédent album. Intitulé A Day at the Races, titre lui aussi emprunté à un film des Marx Brothers, il reprend une couverture assez similaire à son prédécesseur, avec une légère variation du logo, cette fois-ci sur un fond noir. Quoique très bien reçu, tant par les critiques que par les inconditionnels du groupe, l’album peine à égaler A Night at the Opera et se vend moins bien.
Le titre phare de l’album, Somebody to Love, s’inspire du gospel et Mercury, May et Taylor multiplient leurs prises de voix en studio afin d’en faire un chœur d'une centaine de voix. Ce titre prend la 13e place des classements aux États-Unis et la seconde place au Royaume-Uni.
Cette même année, Queen donne un fameux concert gratuit à Hyde Park, à Londres. L’auditoire sera officiellement estimé à 150 000 personnes, bien que plusieurs sources avancent un chiffre proche des 180 000.

### Continuité dans le succès (1977-1979)

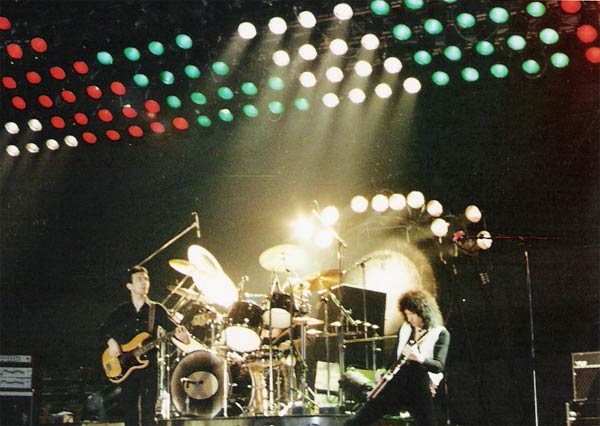
John Deacon (g) et Brian May (d) sur scène à Hanovre en 1979. On devine Taylor derrière sa batterie.

En 1977 Queen sort News of the World. Bien qu’assez durement critiqué à son arrivée dans les bacs, l’album gagne son public avec le temps et finit par être considéré comme un classique du style hard rock de la fin des années 1970. Deux nouveaux succès en sont tout de même issus, qui deviennent par la suite des hymnes sportifs dans le monde entier : We Will Rock You de Brian May et We Are the Champions de Freddie Mercury. Les deux titres finissent no 1 aux États-Unis. C’est d’autre part avec cet album que la France commence à s’intéresser au groupe.
Roger Taylor sort cette année-là son premier travail en solo, sous la forme d’un single. La face A est une reprise du groupe The Parliaments, I Wanna Testify, tandis que la face B est une composition originale de Taylor, Turn On the TV. Il est le premier membre de Queen à s'engager dans une carrière solo.
S’ensuit la sortie, en 1978, de l’album Jazz, incluant les désormais classiques Fat Bottomed Girls, Bicycle Race (qui sont tous deux sortis sur le même 45 tours) et Don't Stop Me Now. Bien qu’étant incontestablement un succès commercial, Jazz est assez critiqué, entre autres à cause de la multiplicité des styles musicaux abordés. Ironiquement, le magazine Rolling Stone sort cette pique : « Queen n’a pas assez d’imagination pour jouer du jazz. En l’occurrence, ils n’ont pas non plus l’imagination nécessaire pour jouer du rock & roll ». La pochette de l'album s’inspire d’une peinture alors visible sur le mur de Berlin. Parmi les morceaux de cet album, on peut noter Mustapha, performance vocale d’inspiration arabisante signée Mercury. D'ailleurs, il ne chante pas dans une langue existante mais improvise des sonorités aux consonances orientales. Lors d’un évènement promotionnel organisé à Wimbledon pour la sortie du 45 tours comportant les titres Fat Bottomed girls et Bicycle Race, cinquante femmes nues roulent à vélo sur la piste du stade. Les images filmées ce jour-là sont réutilisées pour le clip de Bicycle Race, qui est quelque temps censuré au Royaume-Uni. Après le tournage, la société qui a loué les vélos au groupe demande le remboursement intégral de toutes les selles.
Le 26 décembre 1979, ils terminent leur « Crazy Tour » avec une participation aux Concerts for the People of Kampuchea où ils jouent 28 chansons mais seule la chanson Now I'm Here sera incluse dans l'album des spectacles, publié le 30 mars 1981.

### Apparition des synthétiseurs (1980-1984)
Queen attaque les années 1980 avec l’album à succès The Game, leur opus le mieux vendu (en dehors des compilations Greatest Hits qui sortira l'année suivante). C'est également leur plus gros succès aux États-Unis, avant un déclin sensible des ventes dans ce pays. Utilisant pour la première fois des synthétiseurs, le groupe bouleverse sa propre tradition. En effet, jusqu’ici, les albums arboraient la mention « aucun synthétiseur n’a été utilisé sur cet album » (en anglais : « No Synthesisers! »). On retrouve sur The Game les tubes Crazy Little Thing Called Love et Another One Bites the Dust, succès planétaire composé par Deacon. Le premier de ces deux morceaux est une percée clin-d’œil dans le monde du rockabilly, Mercury jouant de la guitare folk tant en studio que sur scène. Pour sa part, Brian May délaisse très provisoirement sa célèbre guitare, la Red Special. Il utilise exceptionnellement une Fender Telecaster, empruntée à Roger Taylor et un amplificateur Mesa Boogie. Là aussi, c’est un changement, May étant d’habitude fidèle à ses Vox AC 30.
Pendant plusieurs années, une rumeur a voulu que ce fût Michael Jackson qui, le premier, leur ait glissé que Another One Bites the Dust ferait un excellent single : May et Taylor l’ont plus tard confirmé dans le spectacle radiophonique intitulé In the Studio with Redbeard, qui consacra un numéro à la genèse de l'album The Game. Another One Bites the Dust, certifié quatre fois disque de platine aux États-Unis et resté numéro un des ventes dans ce pays pendant quatre semaines consécutives, est aussi le seul à apparaître simultanément en tête des classements rock, dance et R&B du magazine Billboard.
Toujours en 1980, Queen signe et sort en album la bande originale du film Flash Gordon, qui porte pour titre complet : Flash Gordon (Original Soundtrack Music by Queen). L’album se vend assez mal, se hissant tout de même péniblement au dixième rang au Royaume-Uni, mais sert néanmoins de démonstration technique au groupe dans un nouveau domaine.
L'année suivante sort Greatest Hits, leur premier album compilation, composée de leurs chansons les plus populaires de la période 1974-1980. L’album reste longtemps numéro un des ventes en Angleterre, et conserve une place dans les classements pendant un peu moins de dix ans. C'est l'album qui s'est le mieux vendu de l'histoire de l'industrie musicale dans ce pays.
Roger Taylor, de son côté, sort son premier album solo, intitulé Fun in Space. 
En remplissant, en 1981, les stades brésiliens de Rio de Janeiro et São Paulo, le groupe conquiert le cœur des Sud-Américains. Il est d’ailleurs le premier groupe majeur à jouer dans cette partie du monde et, au Morumbi Stadium de São Paulo, il décroche un record mondial d’affluence sur une seule soirée avec une audience estimée à 130 000 spectateurs le premier soir. Queen est également le premier groupe d’envergure internationale à tourner au Mexique.
Pour clore l'année 1981, Queen collabore pour la première fois avec un artiste extérieur au groupe, en la personne de David Bowie, pour le 45 tours Under Pressure. L’affaire est issue d’un hasard complet, Bowie visitant alors les studios de Montreux (Suisse) dans lesquels Queen procède à l'enregistrement de l'album Hot Space. Si le groupe s'enthousiasme tout de suite pour le projet et son résultat, David Bowie, pour sa part, attend des années avant d’ajouter ce morceau à son répertoire en concert. À sa sortie, le titre monte à la première place des ventes en Grande-Bretagne. En 1990, Vanilla Ice en reprend la ligne de basse pour son célèbre Ice Ice Baby, ouvrant la voie à un procès pour plagiat, gagné par les plaignants. Plus récemment, The Used et My Chemical Romance ont réenregistré Under Pressure afin de lever des fonds en faveur des victimes de l'ouragan Katrina.
Au cours de cette période, le groupe a besoin d'un assistant et engage Paul Prenter par l’intermédiaire de leur manageur, John Reid. Inspirés par le succès international du morceau Another One Bites the Dust, Prenter va encourager le groupe à se tourner vers les musiques disco et funk présentes en boîte de nuit pour le prochain album,. Le résultat est Hot Space, en 1982. Pour les fidèles du hard rock et inconditionnels du groupe, c’est une déception puisqu’un seul des onze titres est orienté rock. Le groupe se lance dans une tournée aux États-Unis. Les résultats étant très décevants, le groupe décide de cesser de tourner dans ce pays, où leur succès s’est étiolé. Cependant, ils apparaissent une unique fois à la télévision américaine, pour la première émission de la huitième saison du célèbre Saturday Night Live. Queen quitte également Elektra Records, leur compagnie pour les États-Unis, le Canada, le Japon, l’Australie et la Nouvelle-Zélande, et signe avec EMI/Capitol Records pour assurer leurs ventes au niveau mondial.
Le groupe est finalement insatisfait de Hot Space et décide de virer Paul Prenter. Son rôle au sein du groupe durant l'enregistrement de l'album s'est révélé très néfaste, en particulier auprès de Freddy : il incitait le chanteur aux soirées en boîte de nuit avec des amants et des drogues, quitte à interrompre les séances d'enregistrement ! Pourtant, Prenter va continuer à être l'assistant personnel de Freddy... et son amant. Lorsque Freddy le vire en 1987, ce dernier dévoilera à la presse la vie de débauche du chanteur. Si Paul Prenter est peu évoqué dans l'histoire du groupe, son rôle va fortement influer tragiquement sur la vie du chanteur, car cette vie de débauche au cours de ces années le contaminera au sida qui l'emportera en 1991. Paul décèdera également du sida en 1991 (trois mois avant Freddy) dans la plus grande indifférence,.
Après avoir travaillé sans relâche pendant plus de dix ans, sur scène ou en studio, Queen décide de ne pas assurer de tournée pour l’année 1983. Pendant cette parenthèse, le groupe enregistre l’album The Works et plusieurs membres du groupe lancent des projets annexes, causant d’incessantes rumeurs de séparation qui perdurent pendant tout le reste de leur carrière. Brian May sort le mini-album Star Fleet Project, auquel collabore, entre autres, Eddie Van Halen.
À la sortie de The Works, Queen établit un pont entre rock et pop grâce à des titres comme Radio Ga Ga, I Want to Break Free (qui sera utilisé comme hymne par le mouvement démocratique brésilien tout d’abord, puis comme musique publicitaire par la compagnie Coca-Cola), et les tubes hard rock Hammer to Fall et Tear it Up, taillés pour les concerts. Malgré ces qualités, l’album se vend à nouveau très moyennement aux États-Unis. Jusqu’à I Want It All en 1989, qui se hisse au troisième rang du United States Mainstream Rock chart. Radio Ga Ga est le dernier titre de Queen à faire une entrée correcte dans un classement américain.
Le clip de I Want to Break Free est une parodie de Coronation Street, la célèbre série télévisée britannique. Cependant, comme les membres du groupe y apparaissent travestis, le public n’a pas vraiment saisi la référence, sans doute influencé par la réputation sulfureuse de Freddie Mercury.

### Live Aidet dernières tournées (1985-1987)

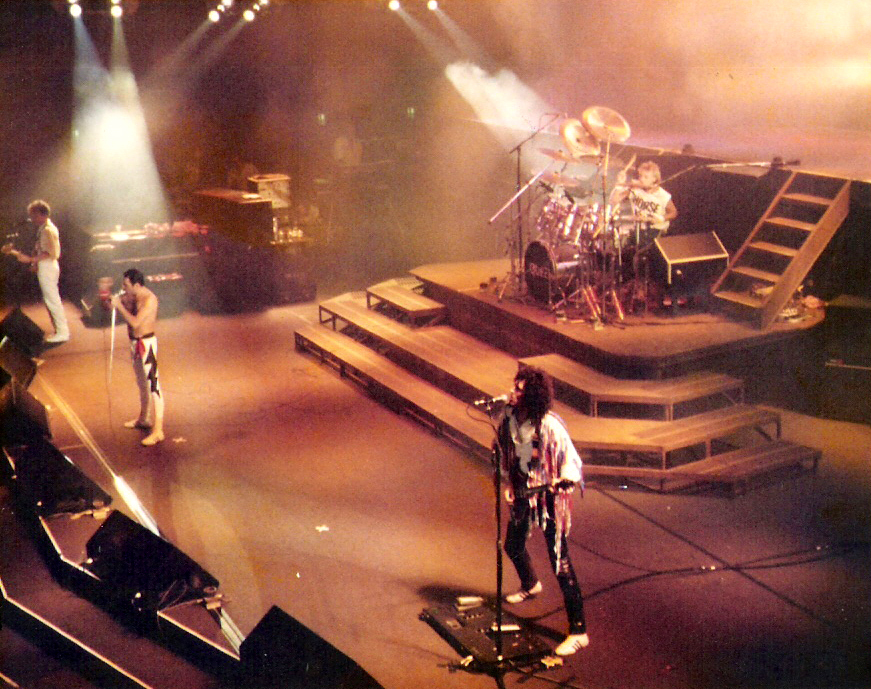
Queen durant le Works Tour à Francfort (Allemagne), en 1984.

Fin 1984, Queen, enfreignant le boycott artistique entrepris par l'ONU à l'encontre de l'Afrique du Sud, s’embarque pour une série de spectacles au Bophuthatswana, dans la ville de Sun City. À leur retour en Angleterre, ils sont l'objet de virulentes critiques, ayant joué dans ce pays aux pires heures de l’apartheid. Ils rétorquent qu’ils n’ont fait que jouer de la musique à qui voulait bien l’entendre, et qu’en plus, le public de ces soirées était « intégré ». À la suite de cette polémique et des sanctions prises à leur encontre (mis sur la liste noire des artistes de l'ONU), ils reconnaissent plus tard que cette tournée était une erreur. En février 1984, ils sont invités au Festival de Sanremo en Italie.
1985 s’ouvre par deux apparitions au festival Rock in Rio. À deux heures du matin, le 12 janvier, Queen ouvre l’événement en jouant devant 325 000 personnes, établissant ainsi un nouveau record. Ils rejouent le 19 janvier pour clore le festival et remplissent à nouveau les 325 000 places disponibles. Puisqu'il s'agit d'un festival, Queen n'est donc pas le seul groupe sur scène, d'autres groupes comme AC/DC contribuent grandement à remplir les sièges.

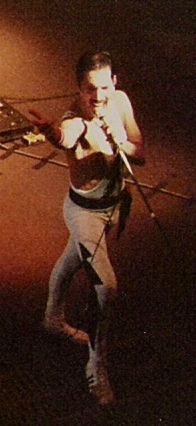
Freddie Mercury, chanteur du groupe Queen (1984).

Au Live Aid, qui se tient à Wembley le 13 juillet 1985, les qualités de Queen en tant que groupe taillé pour la démesure explosent. Aux yeux des critiques autant que les fans, Mercury s’approprie le spectacle, jouant quelques-uns des meilleurs morceaux du répertoire et captivant l’auditoire par son talent musical et scénique. Ragaillardis par ce succès, qui d’ailleurs fait à nouveau exploser les ventes de disques, Queen décide de mettre un nouveau single sur le marché, intitulé One Vision. Il s’agit d’un morceau rapide et axé sur le jeu de guitare qui sera, fait encore inhabituel à l’époque, mis au crédit des quatre membres du groupe. Il sera par ailleurs utilisé dans le film Aigle de Fer (Iron Eagle). Cette même année, Freddie Mercury sort son premier album solo, Mr. Bad Guy.
Début 1986, Queen enregistre l’album A Kind of Magic, contenant plusieurs titres destinés au film Highlander sorti la même année, ainsi que d’autres morceaux inspirés par le film, à défaut d’être retenus pour la bande originale. L’album est un grand succès, ainsi que la déclinaison de singles : A Kind of Magic, Friends Will Be Friends, Who Wants to Live Forever et enfin Princes of the Universe qui sert de générique à la série télévisée en 1992. Plus tard en 1986, Queen se lance dans une tournée à guichets fermés, le Magic Tour, afin de promouvoir l’album. Le point d’orgue en est un concert sur deux soirées au stade de Wembley, qui sort sur de multiples supports (album, VHS et plus tard DVD) sous le nom de Queen Live At Wembley Stadium et est considéré comme l’ultime témoignage des performances live du groupe. À la suite de ce succès, ils tentent de réserver le stade un troisième soir afin de satisfaire ceux qui n’ont pas pu obtenir de place, mais un autre événement est déjà prévu ce jour-là. Ils se rabattent donc sur le parc de Knebworth. Les billets se vendent tous en deux heures, et 125 000 personnes se pressent pour voir ce qui est l’ultime concert de Queen dans sa formation originelle. Finalement, le Magic Tour reste leur plus importante tournée, jouée devant un total estimé à un million de spectateurs. Rien qu’au Royaume-Uni, on dénombre 400 000 personnes, le record de l’époque pour une tournée.

### Mort de Freddie Mercury, derniers albums du quatuor originel (1988-1997)
Après que ses membres ont travaillé sur plusieurs projets personnels courant 1988, dont le fameux Barcelona de Mercury en duo avec Montserrat Caballé, Queen sort l’album The Miracle en 1989. De la même veine que A Kind of Magic, le groupe y développe un son pop-rock raffiné, accompagné de quelques titres plus lourds, et donne naissance aux succès européens I Want It All, Breakthru, The Invisible Man, Scandal et The Miracle. Queen annonce que l’album ne sera pas suivi d’une tournée. Mercury déclare qu’il est personnellement responsable de ce choix, souhaitant simplement rompre le cycle album-tournée établi jusqu’ici. Les rumeurs de séparation réapparaissent, certains spéculant sur d’éventuels problèmes de santé de Freddie Mercury. The Miracle constitue également un changement d’orientation dans la philosophie d’écriture musicale de Queen. Depuis les débuts du groupe, presque tous les morceaux sont écrits et signés par l'auteur des paroles seul, les autres membres ajoutant le minimum de créativité personnelle, aidant ainsi l’auteur à concrétiser sa vision. Dorénavant, l’écriture devient réellement collective et, bien que l’on puisse dire que les idées de départ aient pour origine un membre du groupe en particulier, c’est Queen dans son ensemble qui est crédité comme auteur des morceaux.

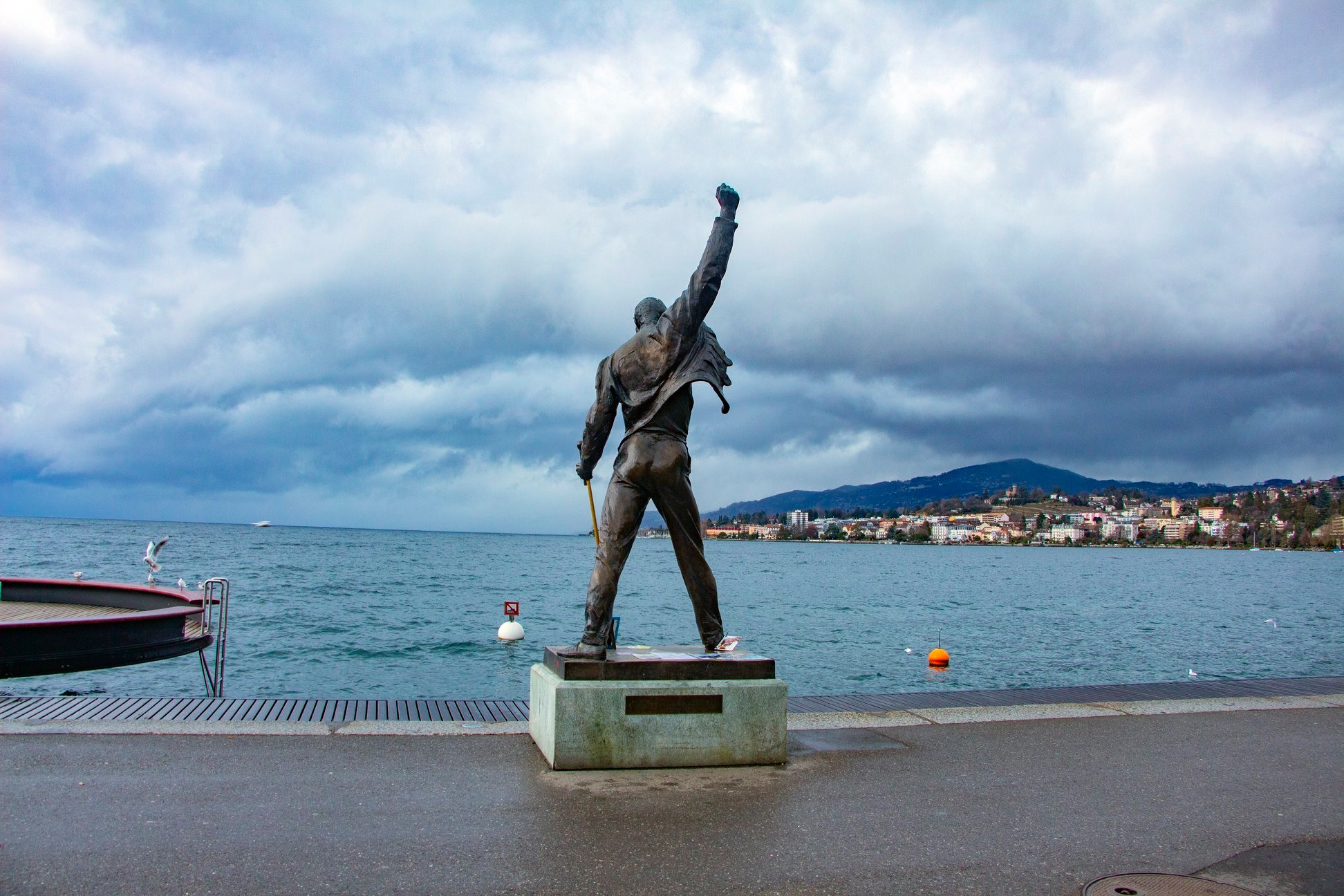
Statue à la mémoire de Freddie Mercury à Montreux, face au lac Léman. Les membres de Queen possédaient un chalet-studio d’enregistrement au bord du lac.

Se propageant dès la fin des années 1980 dans la presse à scandale, la rumeur veut que Freddie Mercury soit atteint du sida. Bien que les soupçons soient fondés, le chanteur doit démentir la rumeur régulièrement. Queen décide de continuer à produire des albums en gardant le secret.
En novembre 1990, le groupe signe un nouveau contrat avec Hollywood Records (filiale de la The Walt Disney Company) pour les États-Unis, celui avec Capitol Records arrivant à son terme et EMI conservant le sien pour le reste du monde. Le nouveau contrat américain a provoqué une petite révolution dans l'industrie du disque car le label Hollywood Records n'a été créé qu'en 1989 et en dehors de son affiliation avec le groupe de loisirs Disney, il est loin d'être considéré comme un major du disque. Le label, qui ne produisait que des jeunes artistes, en profite alors pour rééditer l'album Greatest Hits.
Cette époque s’ouvre avec The Miracle et se poursuit, en 1991, avec Innuendo. Bien que sa santé se détériore, Freddie Mercury poursuit sa contribution artistique. Au nombre des morceaux présents sur l’album, on peut évoquer le titre éponyme, le décalé I’m Going Slightly Mad ainsi que The Show Must Go On et These Are the Days of Our Lives. La chanson d’amour Delilah est quant à elle écrite en hommage à l’un des chats de Freddie Mercury, d’où les miaulements reproduits par les chœurs et la guitare. Au début du mois d'avril 1991, Record Collector, magazine spécialisé destiné aux collectionneurs d'objets issus de l'industrie du disque, estime que Queen est le groupe le plus « collectionnable » après les Beatles.
Le 23 novembre 1991, Freddie Mercury, dans un communiqué préparé sur son lit de mort, admet finalement qu’il souffre du sida. Dans les vingt-quatre heures suivantes, il meurt, à l’âge de 45 ans. Ses obsèques sont privées, respectant en cela les préceptes de sa religion familiale, le zoroastrisme. Le 20 avril 1992, le public se réunit en mémoire de l'artiste pour le Freddie Mercury Tribute, concert donné au stade de Wembley. Des dizaines d’icônes de l’époque, au nombre desquelles Robert Plant, Tony Iommi, Annie Lennox, Seal, Guns N' Roses, Extreme, Roger Daltrey, Def Leppard, Elton John, George Michael, David Bowie, Metallica et Liza Minnelli interprètent, avec les trois membres restants de Queen, une sélection de titres du groupe. Énorme succès, le concert est suivi par des dizaines de millions de téléspectateurs de par le monde. Il figure au Livre Guinness des Records comme « le plus grand concert de rock à but caritatif » et a permis de récolter 19 960 000 £ de dons destinés à la lutte contre le sida.
Toujours en 1992, la popularité de Queen remonte en flèche aux États-Unis à la suite de la sortie du film Wayne’s World, dans lequel est reprise la célèbre Bohemian Rhapsody qui se hisse au second rang des classements et y demeure pendant cinq semaines. Les membres restants de Queen ne se sont jamais officiellement séparés, et leur dernier album constitué d’inédits originaux composés avec Mercury, Made in Heaven, arrive dans les bacs quatre ans après la mort du chanteur, en 1995. Il est constitué de sessions de chant enregistrées en 1991 et d’ébauches mises de côté lors des enregistrements précédents. En outre, un titre retravaillé issu de l’album solo de Freddie Mercury Mr. Bad Guy et un morceau déjà sorti dans le cadre du projet annexe de Taylor, The Cross, y sont ajoutés.
Depuis lors, May et Taylor se sont souvent investis dans des projets visant à lever des fonds pour la lutte contre le sida. Deacon, pour sa part, revient travailler une ultime fois avec ses deux comparses en 1997 pour enregistrer le single No-One But You (Only the Good Die Young). C’est la dernière chanson composée par et pour Queen ; elle est incluse en titre bonus sur la compilation Queen Rocks, plus tard la même année. John Deacon prend sa retraite et cesse toute apparition publique,.

### Apparitions et projets (1998-2005)

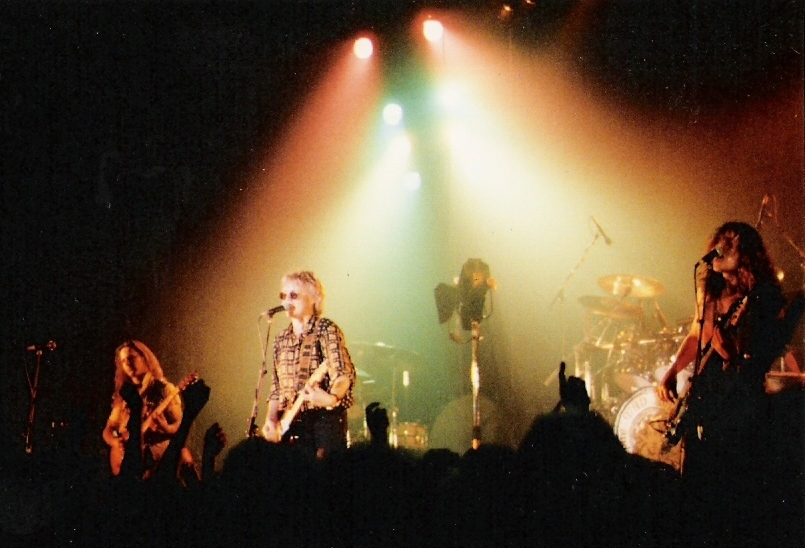
The Cross, le second groupe de Roger Taylor, sur scène en Allemagne en 1990.

Plusieurs projets « Queen + ... » sont développés dans les années suivantes. Certains sont de simples remixes, réalisés sans la collaboration artistique du groupe. En 1999, l’album Greatest Hits III voit le jour. Entre autres morceaux, on trouve une version rap de Another One Bites the Dust signée Queen + Wyclef Jean, la version live de Somebody to Love chantée par George Michael, et une version en concert de The Show Must Go On chantée par Elton John, datant de 1997. Brian May et Roger Taylor se produisent également sous le nom de Queen à plusieurs occasions (remises de prix, concerts caritatifs, etc.), avec différents invités au chant. Ils enregistrent également plusieurs reprises de classiques du groupe, dont We Will Rock You et We Are the Champions, avec de nouveaux chanteurs.
En 2003, quatre nouveaux morceaux sont enregistrés par Queen pour la campagne 46664 organisée par Nelson Mandela, (nom issu de son ancien matricule en prison), pour lutter contre le sida. Ces titres, Invincible Hope (signé Queen + Nelson Mandela featuring Treana Morris), 46664 - The Call, Say It’s Not True et Amandla (signés Anastacia, Dave Stewart & Queen), ne sont pas actuellement distribués sur le marché.

### Queen + Paul Rodgers (2005-2009)

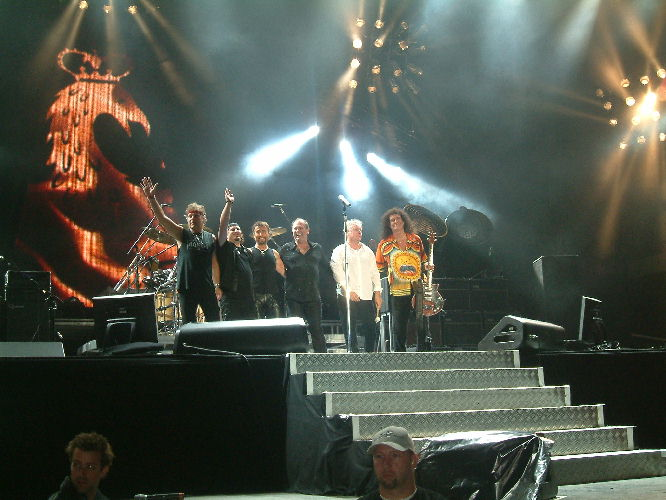
Queen + Paul Rodgers sur scène à Cologne en 2005.

À la fin de l’année 2004, le groupe déclare avoir l’intention de se réunir pour tourner courant 2005 avec Paul Rodgers, fondateur et ancien chanteur des groupes Free et Bad Company. Il est précisé que le groupe tournera sous le nom de Queen + Paul Rodgers, ne faisant donc pas de ce dernier le remplaçant de Mercury. Deacon ne participe pas au projet. La première tournée de Queen + Paul Rodgers débute en 2005.
Le 19 septembre 2005 sort un double CD enregistré en concert en mai de la même année. Il s’intitule Return of the Champions et est suivi d’un DVD quelques semaines plus tard. En mars 2006, Queen + Paul Rodgers commence une tournée des États-Unis et du Canada. Si l’on omet deux dates de la tournée mondiale de l'année précédente, c’est le premier grand retour de Queen pour une tournée complète aux États-Unis depuis Hot Space en 1982. Le 11 avril 2006, Queen apparaît dans l’émission de télévision américaine American Idol, qui consiste en un concours de chant. Durant cette semaine de la compétition, chaque concurrent doit choisir et chanter un morceau de Queen. On peut ainsi entendre des reprises de Bohemian Rhapsody, Fat Bottomed Girls, The Show Must Go On, Who Wants to Live Forever et Innuendo. A posteriori, Brian May critique les producteurs de l’émission. Selon lui, à cause de certaines coupures effectuées au montage, la rencontre avec le comédien Ace Young et sa prestation avec le groupe paraissent injustement négatives.
Le 28 avril 2006, Queen + Paul Rodgers sort un second DVD live issu de leur collaboration, Super Live in Japan. Le 25 mai 2006, Queen, Judas Priest, Def Leppard et Kiss sont les premiers à entrer au tout nouveau VH1 Rock Honors de Las Vegas. La cérémonie est diffusée sur la chaîne six jours plus tard. À cette occasion, les Foo Fighters reprennent Tie Your Mother Down en hommage au groupe, May et Taylor se joignant à eux vers la moitié du morceau. Ensuite, Queen + Paul Rodgers joue The Show Must Go On, We Will Rock You (avec Dave Grohl et Taylor Hawkins des Foo Fighters à la batterie) et enfin We Are the Champions. Le 15 août 2006, Brian May confirme, par le biais de son site internet, que Queen + Paul Rodgers « va commencer à travailler sur un nouvel album studio à compter du mois d’octobre ». Le lieu choisi pour cet enregistrement est gardé secret. Le 18 mars 2008, Queen et Paul Rodgers annoncent un album pour le 1er septembre 2008 et une tournée européenne.
Le premier album studio de Queen + Paul Rodgers sort en septembre 2008. Il s'intitule The Cosmos Rocks et est accompagné par une longue tournée européenne. Les deux singles de cet album sont Say it's not true et C-lebrity. Cet album est dédié à Freddie Mercury.

### Queen + Adam Lambert (depuis 2012)
Le 30 juin 2012, pour clore l'Euro 2012, Queen donne un concert de deux heures à Kiev en Ukraine, avec Adam Lambert en tant que chanteur. Ensemble, ils interprètent vingt-cinq titres, parmi les plus connus du répertoire de Queen. Le groupe effectue par la suite une tournée estivale avec cinq autres dates, dont trois à Londres en juillet 2012.
En 2014 est annoncée une tournée de Queen avec Adam Lambert en Amérique du Nord. Les dates de la tournée s'étendent du 19 juin au 20 juillet.
En 2015, le groupe lance sa propre marque de bière La Bohemian Lager, en hommage aux 40 ans de la chanson Bohemian Rhapsody. En décembre 2016 paraît au Japon l'album Live in Japan enregistré lors de la tournée 2014 avec Adam Lambert. Queen repart en tournée dans toute l'Amérique en 2017 de juin à août, en Europe au mois de novembre puis le groupe entamera une tournée au Royaume-Uni et en Irlande en décembre.
Le 25 février 2019, lors de l'ouverture de la 91e cérémonie des Oscars, Queen+Adam Lambert ont interprété sur scène plusieurs tubes du groupe comme We Will Rock You ou encore We Are the Champions. Cette performance a eu pour but de promouvoir le biopic de Queen, notamment de Freddie Mercury : Bohemian Rhapsody. Ce film a d'ailleurs remporté quatre Oscars dont celui du meilleur acteur pour Rami Malek qui interprète le chanteur charismatique du groupe.
Le 1er mai 2020, Queen et Adam Lambert diffusent sur les réseaux sociaux une nouvelle version de We are the Champions renommée You are the Champions, en hommage aux personnels soignants de l'épidémie de covid-19. Quelques mois plus tard, ils sortent l'album Live Around the World regroupant des titres enregistrés dans divers concerts et festivals entre 2014 et 2020.
En octobre 2022, la BBC diffuse une chanson inédite du groupe, Face it Alone composée lors des sessions d'enregistrement de l'album The Miracle, en 1988.

## Performances scéniques

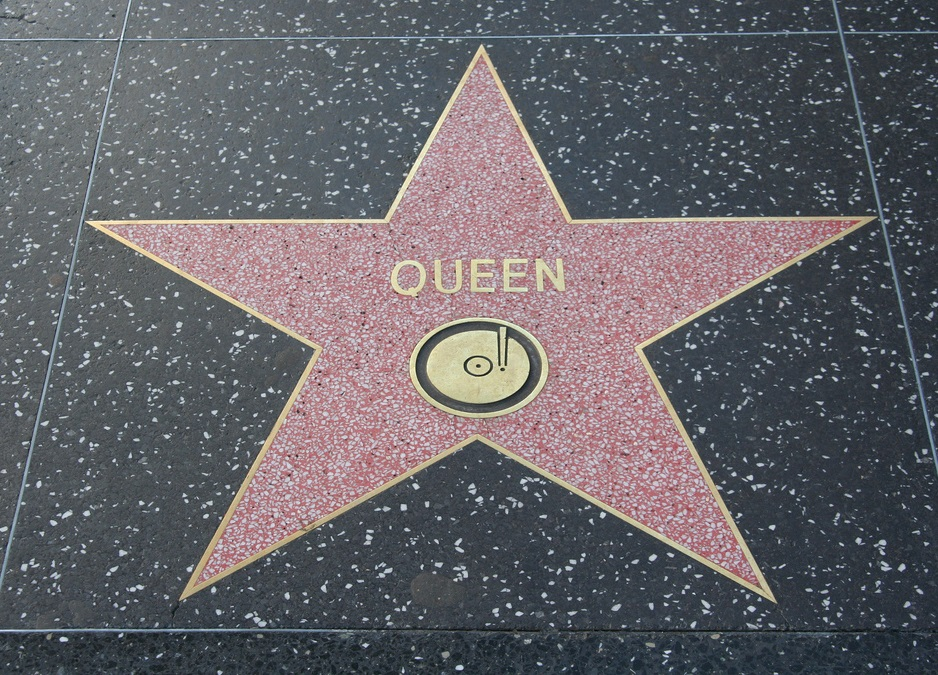
Étoile de Queen sur le Hollywood Walk of Fame.

Les concerts de Queen ont toujours eu une dimension avant-gardiste. Au cours de sa carrière, le groupe s’est constitué un catalogue de chansons impressionnant et varié, a utilisé des systèmes de sonorisation multiples, des installations d’éclairage énormes, un véritable arsenal pyrotechnique, et, pour Mercury, nombre de costumes extravagants. Tout cela visait à faire de leurs concerts de véritables évènements théâtraux. En tant que chanteur, Freddie Mercury pouvait créer un vrai lien avec le public de Queen — capacité que beaucoup d’artistes, tels que Bob Geldof, David Bowie, George Michael, Kurt Cobain, et Robbie Williams pour n’en citer que quelques-uns, ont dit admirer. Freddie Mercury savait ainsi interagir avec le public, l’amenant à réellement participer au concert, quelle que soit la taille de l’événement.
Queen a fait partie de la poignée de groupes qui ont fourni l’impulsion ayant donné aux concerts rock dans les stades et grandes salles le statut de rendez-vous incontournable avec le public. Leur capacité à mettre sur pied des performances scéniques impressionnantes a donné lieu à la sortie d’un certain nombre de concerts simultanément en 33 tours et en vidéo puis sur CD et DVD, tandis qu’un nombre significatif de copies illégales des concerts de Queen sont apparues sur le marché.

## Logotype
Le logotype de Queen, connu en anglais sous le nom de « Queen crest », a été dessiné par Mercury, par ailleurs titulaire d’un diplôme en illustration et création graphique du Ealing Art College de Londres, avant la sortie de leur premier album. Ce logo comprend les signes du zodiaque des quatre membres : deux lions pour les lions Deacon et Taylor, un crabe symbolisant le cancer pour May, et deux fées pour la Vierge, signe de Mercury.
Les lions se situent de part et d’autre d’une lettre Q majuscule stylisée, le crabe étant sur cette même lettre, directement sous des flammes s'en élevant, les fées semblant pour leur part s’abriter sous chacun des lions. On trouve également une couronne au centre de la lettre, le tout étant surmonté d’un immense phénix déployant ses ailes. Mercury a indiqué qu’il voyait ce logo comme « un symbole de l’époque », à savoir les années 1970. Il était souvent visible sur le devant de la grosse caisse de Taylor lors de leurs premiers concerts.

## Postérité
Bien qu’ayant été rejeté par les critiques à leurs débuts, surtout aux États-Unis, Queen a fini par être plus récemment reconnu pour d’importantes contributions à plusieurs styles de musiques, comme l'arena rock, le heavy metal et le rock progressif ou encore le glam rock et la pop rock, entre autres. De fait, le groupe a très souvent été cité en référence par d’autres acteurs de la scène musicale.
Queen a composé des musiques tirant leur inspiration de genres très variés tout en adoptant une attitude malicieuse et un ton irrévérencieux. Tout autant que leurs musiques, la liste de groupes et artistes qui ont dit tirer certaines influences ou inspiration de Queen (ou d’un des membres) est très variée et s’étend sur bien des pays ou générations. Au nombre de ceux-ci, on peut noter Ben Folds Five, The Darkness, Def Leppard, Extreme, Guns N’ Roses, Kansas, Metallica, Michael Jackson, Muse, Mika, Nirvana, The Smashing Pumpkins, Styx, Sweet, My Chemical Romance, Lady Gaga, Janet Jackson , Madonna, etc.
Michael Jackson, proche de Mercury au début des années 1980, a cité l’album Hot Space comme une influence majeure dans le processus de création de son célèbre Thriller de 1982. Originellement, Mercury était d’ailleurs censé y faire une apparition.
Stone Cold Crazy, tiré de l’album de 1974 Sheer Heart Attack est présenté par certains comme précurseur du thrash metal. Metallica a enregistré une reprise de ce morceau, qui parut sur l’album Rubaiyat - Electra’s 40th Anniversary en 1990, et leur valut un Grammy Award en 1991.
Montserrat Caballé, la célèbre cantatrice, a expliqué à plusieurs reprises comment la musique de Queen — et, dans une moindre mesure, des membres du groupe —, constitue « une excellente introduction au rock pour les amateurs d’opéra et réciproquement ».
Comme d'autres groupes majeurs de leur génération, Queen voit son catalogue et son style repris trait pour trait par nombre d'autres artistes. Ainsi, depuis la mort de Freddie Mercury, de nombreux cover bands (littéralement « groupes-reprise ») de Queen se sont formés de par le monde, tels les deux groupes Killer Queen (le plus ancien est anglais, le second est italien), les Néerlandais de The Miracle et les groupes français CoverQueen et Bohemian Dust. The Queen Kings, groupe allemand originaire de Bonn, tourne au rythme d'une cinquantaine de concerts par an, ils ont enregistré un CD et un DVD.
Queen est aujourd'hui encore considéré comme l'un des plus grands groupes de rock britannique de tous les temps. A ce titre, ils ont tenu une place de choix lors des cérémonies d'ouverture et de clôture des Jeux olympiques de Londres en 2012. Lors de la cérémonie d'ouverture, Queen est présent à travers la chanson Bohemian Rhapsody lors du 2e medley de la partie concert, ainsi qu'à travers les danseurs dont certains portent le même costume de scène de type harlequin noir et blanc, iconique de Freddie Mercury. Lors de la cérémonie de clôture, les premières paroles Bohemian Rhapsody (le chant a cappella des quatre membres du groupe) servent d'introduction à la partie concert qui rend hommage à la musique britannique, avant de laisser place à Imagine de John Lennon, les deux chansons étant en effet considérées comme emblématiques de la culture musicale de Grande-Bretagne. Plus tard dans la partie concert, plusieurs écrans diffusent des images de Freddie Mercury lors du concert de Wembley en 1986, alors qu'il interagissait avec le public, lui faisant chanter ses célèbres vocalises « Day-O ». Brian May entre alors en scène et interprète son célèbre solo de guitare Brighton Rock sur sa Red Special. Enfin, il rejoint Roger Taylor au centre de la scène et tous deux interprètent We Will Rock You accompagnés par Jessie J.
En 2021, trois chansons de Queen sont classées dans les titres les plus écoutés — et dépassant chacune le milliard d'écoutes cumulées — du site de streaming musical Spotify : Another One Bites the Dust (no 5), Bohemian Rhapsody (no 6) et Don't Stop Me Now (no 7).

## Autres médias

### Cinéma et télévision
En plus de la bande originale composée pour le film Flash Gordon de Mike Hodges en 1980 et des morceaux écrits pour Highlander de Russell Mulcahy en 1986, (présents sur l'album A Kind of Magic) les chansons de Queen ont très souvent été utilisées au cinéma et à la télévision :
La chanson d’ouverture du film Highlander, Princes of the Universe, a aussi été utilisée comme générique de la série télévisée (1992-1998). Pour sonoriser sa version de 1984 de Metropolis, Giorgio Moroder compose avec Mercury le morceau Love Kills, que l'on retrouve sur l'album solo de ce dernier, Mr. Bad Guy, qui sort l'année suivante. Étrangement, les versions de ce titre disponibles sur l'album de Mercury et sur la BO du film ne correspondent pas à celle chantée dans le film. Toujours dans la bande originale de ce film, un morceau écrit et interprété par Moroder s'intitule Machines, à ne pas confondre avec le titre de Queen présent sur l'album The Works. Le clip de Radio Ga Ga - toujours sur The Works - est pour sa part illustré par des extraits du film. D'autres scènes tournées pour cette vidéo visent à recréer l'ambiance visuelle de Metropolis. Ainsi, contrairement à une idée reçue tenace, il n'y a aucun morceau de Queen en tant que groupe sur la bande originale de cette version du film, même si les références croisées peuvent prêter à confusion.
Une version de Somebody to Love chantée par Anne Hathaway a été enregistrée en 2004 pour le film Ella au pays enchanté. En 2006, Brittany Murphy a également enregistré une version de la même chanson pour le film Happy Feet. En 2001, une version de The Show Must Go On a été chantée par Jim Broadbent et Nicole Kidman dans le film musical Moulin Rouge.
Il est dans la tradition de la série That '70s Show (depuis la saison 5) de nommer les épisodes des saisons successives du nom de chansons de célèbres groupes de rock des années 1970 (Led Zeppelin pour la cinquième saison, The Who pour la sixième et les Rolling Stones pour la septième). Les épisodes de la huitième et dernière saison de That ’70s Show sont nommés d’après des chansons de Queen. En outre, le titre Bohemian Rhapsody avait déjà été utilisé dans la première saison.
We Are the Champions est reprise par Robbie Williams en 2001 pour le film Chevalier avec Heath Ledger. We Will Rock You est, pour sa part, reprise de nombreuses fois - entre autres, par le groupe KCPK pour illustrer la campagne de publicité de la marque d’eau minérale française Évian. Une autre reprise assez connue est celle de Five, un boys band anglais accompagné pour l’occasion par les membres restants de Queen, lors des Brit Awards 2000.
Au nombre des autres films dans lesquels on retrouve des chansons de Queen, on peut citer Aigle de fer (Iron Eagle), Alarme fatale (Loaded Weapon 1), Super Mario Bros., La Rupture (The Break-Up), Wayne's World, Small Soldiers, L'Apprenti Fermier, California Man, Ma meilleure ennemie, High Fidelity, Super Size Me, The Girl Next Door, Les Tronches, Les Petits Champions, How High, Shaun of the Dead, Peter's Friends, Iron Man 2, Ted, Sucker Punch, ainsi que la série télévisée Good Omens dans laquelle les morceaux de Queen sont récurrents.
En 2011, un documentaire consacré au groupe, Queen: Days of Our Lives est diffusé sur BBC Two au Royaume-Uni.

### Comédie musicale
En 2002, une comédie musicale basée sur les chansons de Queen et nommée We Will Rock You est lancée au Dominion Theatre à Londres. C’est l’œuvre du musicien et comédien anglais Ben Elton, en collaboration avec Brian May et Roger Taylor.
Elle a depuis été reprise à Madrid et Barcelone, en Espagne ; à Melbourne, Sydney, Perth et Brisbane, en Australie ; à Cologne, en Allemagne ; à Kuala Lumpur, en Malaisie ; en Afrique du Sud ; à Las Vegas aux États-Unis et enfin à Paris, en France. La série de représentations de Londres devait originellement se terminer le 7 octobre 2006. Cependant, en raison de son succès immédiat, le spectacle est prolongé pour une durée indéterminée. We Will Rock You est devenue la comédie musicale jouée le plus longtemps sans interruption dans cet important théâtre de Londres, dépassant le précédent record établi par Grease.
Le lancement de la comédie musicale a coïncidé avec le jubilé de la reine Élisabeth II. Entre autres évènements prévus pour la célébration du jubilé, Brian May a exécuté un solo de guitare sur God Save the Queen, déjà présent sur l’album A Night at the Opera, depuis le toit du palais de Buckingham. L’enregistrement de ce solo a été utilisé pour la vidéo de cette même chanson sur le DVD du trentième anniversaire de A Night at the Opera.
Sean Bovim a de plus créé Queen at the Ballet en hommage à Freddie Mercury. Bovim utilise des musiques de Queen comme bande sonore pour un spectacle de danse, les danseurs donnant leur interprétation des histoires racontées par Bohemian Rhapsody, Radio Ga Ga et Killer Queen.

### Autres
Dans le roman fantastique De bons présages de Neil Gaiman et Terry Pratchett, les auteurs mentionnent que « Toutes les cassettes qu'on laisse traîner plus de quinze jours dans une voiture se transforment en Best of Queen ». Il s'agit d'un élément comique récurrent de ce roman.
En collaboration avec Electronic Arts, Queen sort en 1998 le jeu vidéo Queen: The Eye, échec commercial et critique. La musique elle-même - des morceaux du vaste catalogue de Queen, dans beaucoup de cas remixés dans de nouvelles versions instrumentales - est globalement bien reçue, mais l’expérience de jeu est gâchée par une faible durée de vie. De plus, le jeu a souffert d’un temps de développement extrêmement long, donnant aux graphismes un aspect dépassé dès la sortie du jeu.

## Membres
- Freddie Mercury (5 septembre 1946-24 novembre 1991, né Farrokh Bulsara), chant, piano ; considéré comme le leader du groupe, il en est le membre le plus connu. Sa voix très particulière correspond à une tessiture de ténor. Il a écrit la majorité des chansons célèbres de Queen et a joué de la guitare sur certains titres tels que Crazy Little Thing Called Love, du piano sur d'autres.
- Brian May (né le 19 juillet 1947), guitare et chant, est le guitariste principal du groupe et un pianiste accompli. Il a occasionnellement chanté, tant en studio que sur scène, soit assurant les chœurs, soit le chant principal, sur certaines de ses compositions. À l’âge de seize ans, il fabrique lui-même sa célèbre guitare, dénommée Red Special, avec l’aide de son père. Très fidèle à ce modèle durant toute la carrière de Queen, il en possède un grand nombre de copies.
- John Deacon (né le 19 août 1951), guitare basse, est le seul membre de Queen à n’avoir jamais chanté sur un album studio. Il a composé une douzaine de chansons pour le groupe, dont Another One Bites The Dust, plus gros succès du groupe aux États-Unis, sur lesquelles il joue habituellement de la guitare et/ou du piano en plus de la basse. Après quelques années de collaboration, il s’est fortement impliqué dans le financement et la gestion de Queen. Vers la fin des années 1990, Deacon se retire du monde de la musique, et choisit notamment de ne pas participer aux concerts de Queen + Paul Rodgers.
- Roger Taylor (né le 26 juillet 1949), batterie, percussions et chant qui de plus joue parfois de la guitare rythmique ou de la basse sur quelques-unes de ses chansons. Il est le seul membre du groupe autre que Freddie Mercury à avoir assuré le chant principal en live, en l'occurrence sur I'm In Love With My Car et Action This Day, durant plusieurs tournées entre 1977 et 1982, et a interprété plusieurs chansons en studio, en plus d'assurer les chœurs en live et en studio. Sa voix est facilement reconnaissable à sa tessiture extrêmement aiguë (comme on peut l'entendre sur des titres tels que Bohemian Rhapsody ou In the Lap of the Gods) et rauque (comme on peut l'entendre sur ses chants solos).

## Discographie

### Albums studio
Queen + Paul Rodgers

### Clip vidéo et DVD
Le clip réalisé pour la chanson Bohemian Rhapsody en 1975 est souvent cité, à tort, comme étant le premier clip vidéo de l'histoire. Cependant, il est bel et bien le premier à avoir bénéficié de moyens techniques importants et à avoir fait usage d’effets visuels avancés pour l’époque. À sa sortie, la vidéo de Bohemian Rhapsody contribue donc à faire du clip un support de promotion d’importance pour le lancement commercial d’un 45 tours.
Sous la surveillance de Brian May et de Roger Taylor, nombre de projets de restauration de la qualité sonore sont venus étoffer le catalogue audiovisuel de Queen. À leur sortie en DVD, leurs célèbres concerts, à Wembley en 1986 (nommé Live At Wembley Stadium) et à Milton Keynes en 1982 (Queen On Fire: Live At The Bowl) et les deux Greatest Video Hits (retraçant respectivement les années 1970 et 1980) ont vu leur musique remixée en 5.1 et passer en son DTS Surround.

## Records, récompenses et hommages notables

### Records de classements et volume de ventes
En 2005, selon le Livre Guinness des records, les albums de Queen ont passé un total de 1422 semaines, soit 27 ans dans les classements du Royaume-Uni dans son ensemble ; plus longtemps qu’aucun autre groupe ou artiste, y compris les Beatles et Elvis Presley.
| Artiste             | Temps passé dans les classements |
| ------------------- | -------------------------------- |
| Queen               | 1422 semaines / 27,3 ans         |
| The Beatles         | 1293 semaines / 24,8 ans         |
| Elvis Presley       | 1280 semaines / 24,6 ans         |
| U2                  | 1150 semaines / 22,1 ans         |
| Dire Straits        | 1136 semaines / 21,8 ans         |
| Simon and Garfunkel | 1114 semaines / 21,4 ans         |
| Madonna             | 1032 semaines / 19,8 ans         |
| David Bowie         | 1005 semaines / 19,3 ans         |
| Elton John          | 989 semaines / 19,0 ans          |
| Michael Jackson     | 966 semaines / 18,6 ans          |

En outre la même année, avec la sortie de son album live avec Paul Rodgers, Queen est entré à la troisième place des records de longévité de présence dans les classements britanniques ; le fait que les listes étaient plus courtes dans les années 1960 n’est cependant pas pris en compte.
| Artiste       | Temps passé dans les classements |
| ------------- | -------------------------------- |
| Elvis Presley | 2074 semaines / 39,9 ans         |
| Cliff Richard | 1982 semaines / 38,1 ans         |
| Queen         | 1755 semaines / 33,7 ans         |
| The Beatles   | 1749 semaines / 33,6 ans         |
| Madonna       | 1660 semaines / 31,9 ans         |
| Elton John    | 1626 semaines / 31,2 ans         |

En 2014, la compilation de succès Greatest Hits a dépassé le cap des 6 millions d'exemplaires vendus, et reste l’album le mieux vendu de tous les temps au Royaume-Uni et en Irlande. En outre, leur album Greatest Hits II s’était alors vendu à 3 631 321 exemplaires.
| Artiste          | Album                                 | Nombre d’exemplaires vendus (2014), |
| ---------------- | ------------------------------------- | ----------------------------------- |
| Queen            | Greatest Hits                         | 6 000 000                           |
| The Beatles      | Sgt. Pepper’s Lonely Hearts Club Band | 5 100 000                           |
| ABBA             | ABBA Gold: Greatest Hits              | 5 100 000                           |
| Adele            | 21                                    | 4 700 000                           |
| Oasis            | (What’s the Story) Morning Glory?     | 4 600 000                           |
| Michael Jackson  | Thriller                              | 4 272 000                           |
| Pink Floyd       | The Dark Side of the Moon             | 4 116 000                           |
| Dire Straits     | Brothers in Arms                      | 4 154 000                           |
| Michael Jackson, | Bad                                   | 3 960 000                           |
| Queen            | Greatest Hits II                      | 3 888 000                           |
| Madonna          | The Immaculate Collection             | 3 364 785                           |

En ce qui concerne le volume de ventes total du groupe, les estimations varient grandement. En 2001 on estime celui-ci à environ 100 millions de disques dans le monde,,. Cependant, selon un communiqué de presse officiel paru deux ans plus tard, Queen aurait « établi un record avec plus de 150 millions [d’albums écoulés] à travers le monde ». L’année suivante, lors de leur entrée au UK Music Hall of Fame, on évoque « plus de 190 millions d’albums ». Plusieurs sites parlent quant à eux de plus de 300 millions de disques vendus,. À en croire la RIAA, le total des ventes d’albums de Queen aux États-Unis s’élevait à 35,5 millions en 2004.

### Récompenses obtenues au Royaume-Uni
- 1975 - Mercury se voit décerner le prix Ivor Novello pour Killer Queen.
- 1976 - Mercury reçoit à nouveau le prix Ivor Novello, pour Bohemian Rhapsody.
- 1977 - Queen reçoit un Brit Award pour le « meilleur single des 25 dernières années », Bohemian Rhapsody[69].
- 1989 - Queen est récompensé par le titre de Meilleur groupe des années 1980 lors des Independent Television Awards en 1989[70].
- 1990 - Queen reçoit un Brit Award pour « contribution exceptionnelle à la musique britannique ».
- 1992 - Queen est recompensé par un Brit Award pour le single : These Are the Days of Our Lives[71].
- 1992 - Mercury reçoit un Brit Award posthume pour sa « contribution exceptionnelle à la musique britannique »[71].
- 1997 - May reçoit le prix Ivor Novello pour le titre Too Much Love Will Kill You.

### Hommages internationaux
- 2001 - Queen entre au Rock and Roll Hall of Fame de Cleveland, Ohio, États-Unis[72].
- 2002 - Queen se voit accorder une étoile sur le célèbre Hollywood Walk of Fame[73].
- 2003 - Queen devient le premier et, à ce jour, unique groupe à entrer au Songwriters Hall of Fame[74]
- 2004 - Queen entre au UK Music Hall of Fame[75].
- 2004 - Bohemian Rhapsody entre au Grammy Hall of Fame[76].
- 2004 - Queen est ajouté au Rock Walk of Fame du Guitar Center sur Sunset Boulevard, Hollywood, Californie, États-Unis[77].
- 2006 - Queen est le tout premier groupe à entrer au VH1 Rock Honors[78].
- 2018 - Le film musical Bohemian Rhapsody retrace de manière romancée le parcours de Freddie Mercury et de Queen depuis la création du groupe jusqu'au concert du Live Aid en 1985. Rami Malek y tient le rôle de Mercury et reçoit la récompense de meilleur acteur à la 76e cérémonie des Golden Globes ainsi qu'à la 91e cérémonie des Oscars pour sa performance[79]. Le film devient le biopic musical le plus rentable de tous les temps avec plus de 903 millions de dollars de recettes dans le monde, dont 216 millions de dollars aux États-Unis[80].
- 2025 - Queen a remporté le prix suédois Polar Music. Le groupe a été récompensé pour son « son distinctif et immédiatement reconnaissable, que personne d’autre ne peut imiter »[81].

### International: sondages de popularité
- 1975 - Sounds Readers’ Poll Awards :
  - Meilleur groupe : Queen ;
  - Meilleur album pour A Night at the Opera ;
  - Meilleur single pour Bohemian Rhapsody.
- 1999 - Le groupe est élu second meilleur groupe de l’histoire musicale[82].
- 2005 - La performance du groupe au Live Aid est élue, par un vaste jury composé de musiciens et de critiques, « meilleure performance live de tous les temps »[83].
- 2007 - Queen est désigné, dans un sondage populaire, « meilleur groupe britannique de tous les temps »[84].
- 2007 - Freddie Mercury est réélu plus grande légende du rock, d'après un sondage publié à la suite de la parution du jeu Guitar Hero II[85].
- 2008 - Queen est à nouveau désigné « plus grand groupe britannique de tous les temps » par les auditeurs de la chaîne anglaise BBC Radio 2[86].
- 2009 - Mercury est élu « Ultime Dieu du Rock » par l'institut de sondage britannique OnePoll, sur une liste des 4 000 plus grandes figures du rock. Il devance ainsi Elvis Presley de quelques voix, tandis que Brian May figure à la 17e place[87].